# COME RAIN COME SHINE
『COME RAIN COME SHINE』（カム・レイン・カム・シャイン）は、日本のミュージシャン、布袋寅泰の14枚目のアルバムである。
2013年2月6日にEMIミュージック・ジャパン/ヴァージンよりリリースされた。

## 解説
オリジナル・アルバムとしては『GUITARHYTHM V』以来、約4年振りの作品。また、渡英後初のアルバムとなる。
タイトルはジャズのスタンダード・ソング『Come Rain or Come Shine』から着想を得ており、「雨の日も晴れの日も」「どんなことが起きようとも」といった意味を持つ言葉である。
2011〜2012年のデビュー30周年の活動を経て、これまで意図的に遠ざけてきたBOØWY時代のような曲作りも行うなど、それまでの過程を色濃く反映するとともに、「布袋寅泰 第二章」のスタートにふさわしい作品としている。本作では自分の持ち味を最大限に生かしたいという理由から、ほとんどの楽曲をメインギターであるTE-HTで制作している。レコーディングは渡英前の東京でリズム・トラックを、そしてロンドンでギターやストリングス、コーラス、サックスなどのレコーディングが行われた。
本作では、布袋自身がセルフ・ライナーノーツをブログにて公開している。
アルバム・ジャケットの写真は、プラスチックスやMELONで活動した佐藤チカのロンドンの自宅屋上にて、永石勝により撮影された。PRカーとして、アルバム・ジャケットをペイントしたロンドンバスも製作されている。
初回限定版には、「Don't Give Up!」「Promise」のミュージック・ビデオを収録したDVDが同梱された。

## 収録曲
| 全作曲: 布袋寅泰。 |                            |                |            |      |
| #                  | タイトル                   | 作詞           | 作曲・編曲 | 時間 |
| 1.                 | 「Cutting Edge」           | いしわたり淳治 | 布袋寅泰   | 5:12 |
| 2.                 | 「嵐が丘」                 | 森雪之丞       | 布袋寅泰   | 5:07 |
| 3.                 | 「Don't Give Up!」         | いしわたり淳治 | 布袋寅泰   | 4:36 |
| 4.                 | 「Never Say Goodbye」      | 布袋寅泰       | 布袋寅泰   | 5:23 |
| 5.                 | 「Come Rain Come Shine」   | 岩里祐穂       | 布袋寅泰   | 3:59 |
| 6.                 | 「My Ordinary Days」       | 森雪之丞       | 布袋寅泰   | 6:45 |
| 7.                 | 「Daisy」                  | いしわたり淳治 | 布袋寅泰   | 4:24 |
| 8.                 | 「Higher」                 | 森雪之丞       | 布袋寅泰   | 5:13 |
| 9.                 | 「Stand Up」               | 布袋寅泰       | 布袋寅泰   | 4:44 |
| 10.                | 「Rock'n Roll Revolution」 | 布袋寅泰       | 布袋寅泰   | 3:44 |
| 11.                | 「Dream Again」            | 岩里祐穂       | 布袋寅泰   | 5:50 |
| 12.                | 「Promise」                | 布袋寅泰       | 布袋寅泰   | 5:29 |
| 合計時間:          | 合計時間:                  | 合計時間:      | 60:26      |      |

| #  | タイトル                         | 作詞 | 作曲・編曲 |
| -- | -------------------------------- | ---- | ---------- |
| 1. | 「Don't Give Up! 」(Music Video) |      |            |
| 2. | 「Promise」(Music Video)         |      |            |

## 曲解説
1. Cutting Edge
ロキシー・ミュージックのアンディ・マッケイがサックスで参加。
2. 嵐が丘
『真・三國無双7』イメージソング。
35thシングルとして完全限定リカットされた。
3. Don't Give Up! 
34thシングルのアルバム・ミックス。
4. Never Say Goodbye
5. Come Rain Come Shine
当初ギターソロだった箇所に岩里祐穂が歌詞を書いてきてしまったが、歌ってみたら意外に面白く、初めての歌詞付きギターソロが生まれたというエピソードがある。[1]
アンディ・マッケイがサックスで参加。
6. My Ordinary Days
6つのパートから成り立つ組曲風の楽曲。
ピアノはストリングスアレンジを担当したサイモン・ヘイルによるもので、余計なニュアンスを一切加えず、布袋がデモテープで弾いたピアノをそのまま完全コピーした。[2]
7. Daisy
当初は「Rosie（ロージー）」というタイトルだった。[2]
8. Higher
9. Stand Up
10. Rock'n Roll Revolution
当アルバムのツアーは、この「Rock'n Roll Revolution」がツアータイトルとなっている。
11. Dream Again
12. Promise
33rdシングルのアルバム・ミックス。
アルバムの曲順に悩んでいた布袋がiPodで収録曲をシャッフルで聴いていた時、偶然「Dream Again」～「Promise」という流れになり、その瞬間「これっきゃない」と思いこの曲順となった。[2]

## 参加アーティスト
- 布袋寅泰 - ボーカル、ギター
- 岸利至 - プログラミング(#1〜#11)、オーディオエディット
- 福富幸宏 - プログラミング(#3,#5,#6)、オーディオエディット(#3,#5,#6)
- 井上富雄 - ベース
- 山木秀夫 - ドラム(#1,#2,#7,#9,#11)
- 村石雅行 - ドラム(#3,#8,#10)
- あらきゆうこ - ドラム(#4,#5,#6)
- 中村達也 - ドラム(#12)
- アンディ・マッケイ - サクソフォーン(#1,#5)
- 小島良喜 - キーボード(#12)
- KIRSTEN JOY - バッキングボーカル(#1,#4,#5,#8,#9,#10,#11)
- KELLI LEIGH - バッキングボーカル(#1,#4,#5,#8,#9,#10,#11)
- SHOGO - バッキングボーカル(#3)
- LOVE - バッキングボーカル(#3)
- JEFF PATTERSON - バッキングボーカル(#4,#5,#6,#8)
- 藤田真由美 - バッキングボーカル(#12)
- サイモン・ヘイル - ストリングスアレンジ(#4,#6,#11)、指揮(#4,#6,#11)、ピアノ(#6)、ローズ・ピアノ(#11)